# UPM Kymi
UPM Kymi est une zone industrielle de la société UPM située à Kuusankoski dans la municipalité de Kouvola en Finlande.

## Présentation

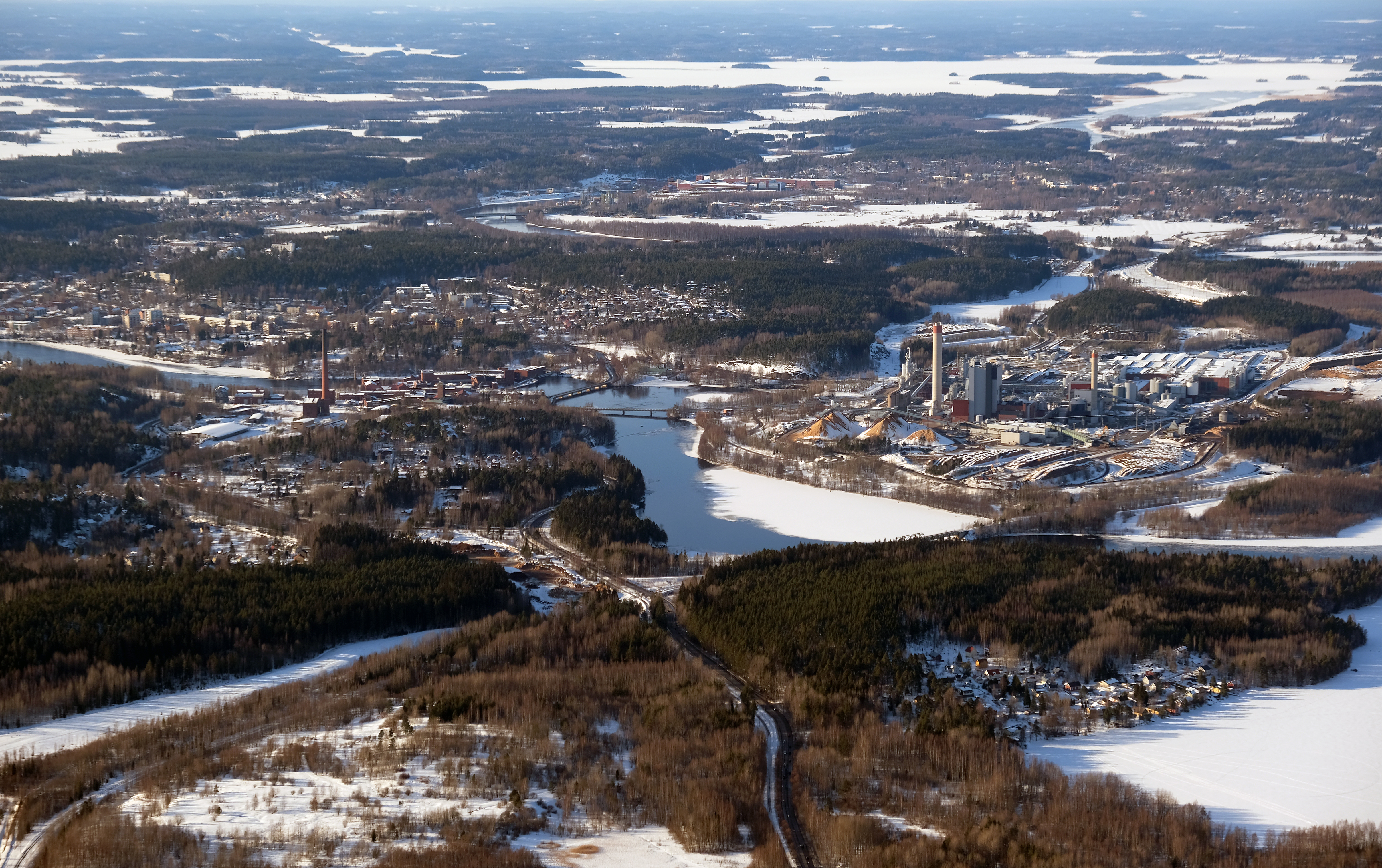
UPM Kymi

L'usine de papier et l'usine de pâte à papier UPM Kymi fonctionnent dans la zone de Kuusanniemi sur les rives du fleuve Kymijoki. 
Les principaux produits des usines sont le papier fin et la pâte blanchie de bouleau et de conifères. L'usine de pâte à papier est aussi un important producteur de bioénergie, et l'autosuffisance en électricité d'UPM Kymi est de 85 %.
Environ 720 employés travaillent dans les usines de papier et de pâte à papier et dans les fonctions du groupe ou de support.

## Lignes de production

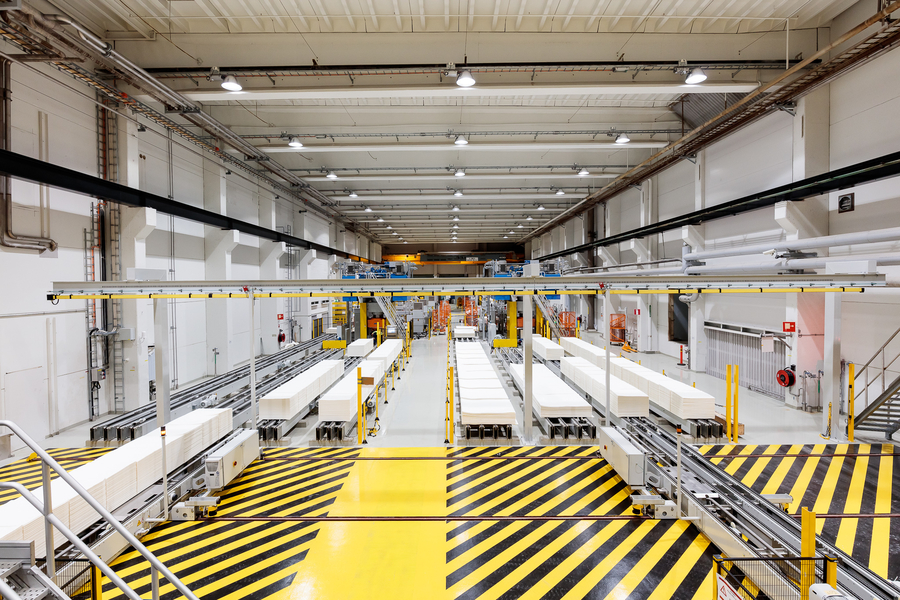
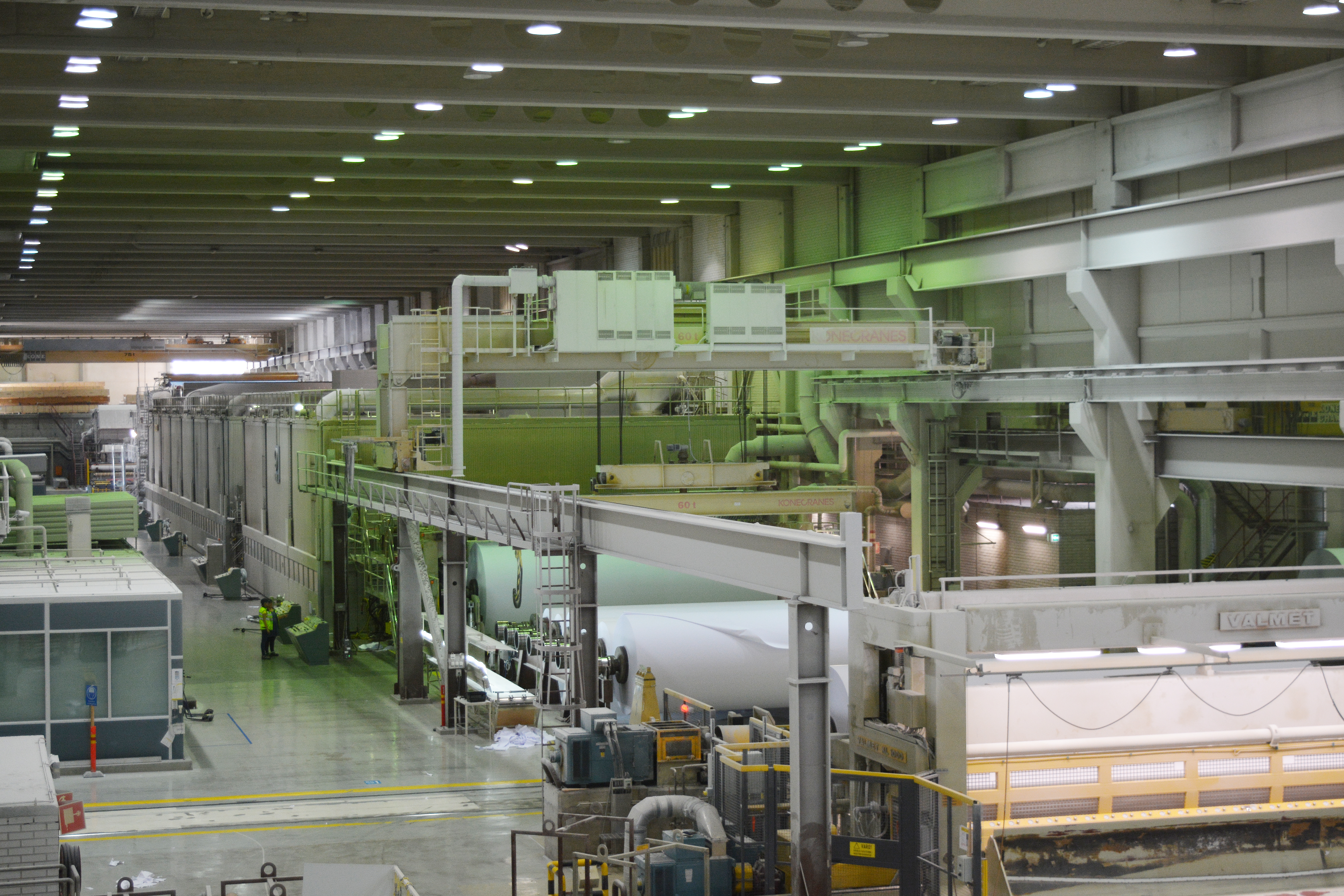